# Bupleurum antonii
Bupleurum antonii là một loài thực vật có hoa trong họ Hoa tán. Loài này được Maire mô tả khoa học đầu tiên năm 1928.